# Тяньдэн
Тяньдэ́н (кит. упр. 天等, пиньинь Tiānděng) — уезд городского округа Чунцзо Гуанси-Чжуанского автономного района (КНР).

## История
В 1916 году были созданы уезды Лунмин (龙茗县), Чжэньцзе (镇结县) и Сянду (向都县).
После вхождения этих мест в состав КНР в конце 1949 года уезд Лунмин вошёл в состав Специального района Лунчжоу (龙州专区), а уезд Чжэньцзе — в состав Специального района Умин (武鸣专区). В начале 1950 года под власть КНР перешла и территория уезда Сянду, и он также вошёл в состав Специального района Умин, а затем перешёл в состав Специального района Байсэ (百色专区). В июне 1951 года уезды Чжэньцзе и Сянду были объединены в уезд Чжэньсян (镇向县), вошедшего в состав Специального района Байсэ. В сентябре 1959 года уезд Чжэньсян был объединён с уездом Лунмин в уезд Чжэньду (镇都县); уезд вошёл в состав Специального района Лунчжоу, переименованного в Специальный район Чунцзо (崇左专区).
В декабре 1952 года в провинции Гуанси был создан Гуйси-Чжуанский автономный район (桂西壮族自治区), и Специальный район Чунцзо вошёл в его состав. В 1953 году Специальный район Чунцзо был объединён со Специальным районом Биньян (宾阳专区), образовав Специальный район Юннин (邕宁专区), а затем Специальный район Юннин был расформирован, и уезд был подчинён напрямую властям Гуйси-Чжуанского автономного района.
В 1956 году Гуйси-Чжуанский автономный район был переименован в Гуйси-Чжуанский автономный округ (桂西僮族自治州). В 1957 году был вновь создан Специальный район Юннин.
Постановлением Госсовета КНР от 17 апреля 1957 года уезд Чжэньду был переименован в Тяньдэн.
В 1958 году автономный округ был упразднён, а вся провинция Гуанси была преобразована в Гуанси-Чжуанский автономный район. Специальный район Юннин был опять расформирован, и уезд перешёл в состав Специального района Наньнин (南宁专区). В декабре 1958 года уезды Дасинь и Тяньдэн были объединены в уезд Синьин (新英县), но уже в 1959 году он был расформирован, а уезды Дасинь и Тяньдэн — воссозданы.
В 1971 году Специальный район Наньнин был переименован в Округ Наньнин (南宁地区).
Постановлением Госсовета КНР от 23 декабря 2002 года округ Наньнин был расформирован; часть из входивших в его состав административных единиц была передана в состав городского округа Наньнин, а из оставшихся был образован городской округ Чунцзо; уезд вошёл в состав городского округа Чунцзо.

## Административное деление
Уезд делится на 5 посёлков и 8 волостей.